# Тахи Тот, Ласло
Ласло Тахи Тот (венг. Tahi Tóth László; 23 января 1944, Будапешт — 22 февраля 2018, там же) — венгерский актёр театра, кино, телевидения и озвучания, сценарист. Заслуженный артист Венгрии (1985), народный артист Венгрии (2012). Лауреат государственной премии Кошута (2017) и премии имени Мари Ясаи (1974).

## Биография
С 1958 по 1962 год учился в Высшей школе изящных и прикладных искусств. В 1966 году окончил Школу театра, кино и телевидения. Играл до самой смерти на сцене Будапештского Театра комедии.
Помимо пьес, снялся в более 90 кино и телефильмах, телеиграх и кабаре-шоу.
В 2017 г. перенёс инсульт. Умер от опухоли мозга. Похоронен на кладбище Фаркашрети.

## Избранные театральные роли
- Иван («Три сестры» А. Чехова)
- Эдмунд («Долгий день уходит в ночь» Юджин О'Нил)
- Хлопов («Ревизор» Н. В. Гоголя)
- Ференц Салаши («Мне тридцать лет» Г. Прессера)
- Фиор («Оперетка» В. Гомбровича)
- Платонов («Платонов» А. Чехова)
- Янош Кис («Симеон-столпник» И. Шаркади)

## Избранная фильмография
- 1994: Смерть на мелководье — Комлош
- 1985: Красная графиня
- 1972: У меня было тридцать два имени — Кальман
- 1972: Похищение по-венгерски — Янчи, техник
- 1968: Опрометчивый брак
- 1968: Звёзды Эгера — Адам Кобзос
- 1967: Три ночи любви
- 1967: Парни с площади — Бадер Густи
- 1965: Влюбленные велосипедисты

Озвучивание
- 1982: Властелины времени — Маттон
- 1984—1994: «Приключения Шерлока Холмса» — Шерлок Холмс (роль Джереми Бретта)
- 1990: Дракон и тапочка королевы — конь Оливер

## Награды
- Памятное кольцо Дьюла Хегеда (1972)
- Премия имени Мари Ясаи (1974)
- Премия Аджтая Андора (1979)
- Заслуженный артист Венгрии (1985)
- Премия Pro Comedia (1995)
- Народный артист Венгрии (2012)
- Премия имени Кошута (2017)